# D-Link DBT-122
D-Link DBT-122 är en liten Bluetooth-adapter med USB-anslutning. 

## Specifikationer

### Bluetooth-standard
- Bluetooth SIG 1.2

### Interface
- USB 1.1

### Antenn
- 2dBi, inbyggd

### Överföringshastighet
- 723 Kbps asymmetriskt
- 433,9 Kbps symmetriskt

### Datakryptering
- 128-bit

### Räckvidd
- 10 m

### Mått och vikt
- 47 x 19 x 10 mm
- 78 g